# Rómulo Gallegos
Pour les articles homonymes, voir Gallegos et Freire.
 (juillet 2017).
Si vous disposez d'ouvrages ou d'articles de référence ou si vous connaissez des sites web de qualité traitant du thème abordé ici, merci de compléter l'article en donnant les références utiles à sa vérifiabilité et en les liant à la section « Notes et références ».

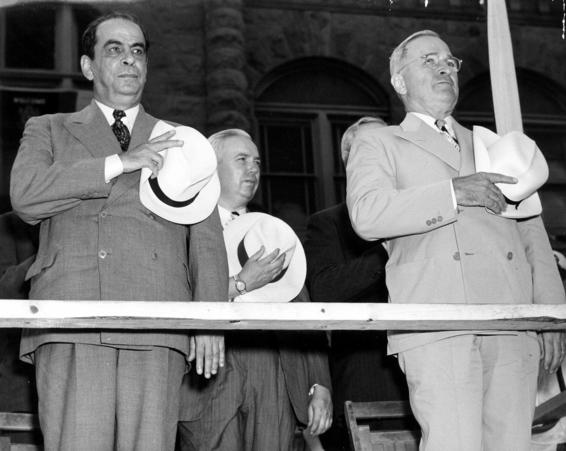
Rómulo Gallegos et le président des États-Unis Harry S. Truman, en 1948.

Rómulo Gallegos Freire (né à Caracas le 2 août 1884 et mort dans la même ville le 5 avril 1969) est un romancier et homme d'État vénézuélien, président de la République. Il est considéré comme le meilleur représentant de la littérature vénézuélienne du XXe siècle.

## Biographie
Issu de milieu modeste et orphelin de mère à l'âge de 11 ans, il commence sa carrière comme instituteur et journaliste à 19 ans. Il écrit son premier essai pour l'hebdomadaire El Arco Iris. En 1909, il participe à la création de la revue La Alborada dans laquelle il écrit d'autres essais. Ses activités éducatives l'amènent en 1912 à la direction d'un collège de Barcelona, ville où il se marie avec Teotiste Arocha Egui (1888-1950).

### Période littéraire
C'est en 1913 qu'il publie son recueil de nouvelles Los Aventureros, mais c'est la publication de La Trepadora en 1925 qui révèle ses talents de romancier. Doña Bárbara (1929) est considéré comme son chef-d'œuvre, mais le conduit à l'exil en Espagne (Cantaclaro et Canaima y furent écrits), le livre ayant contrarié le dictateur Juan Vicente Gómez.

### Période politique
En 1936, à la suite du changement de régime, il revient au Venezuela où il est nommé ministre de l'Instruction publique dans le gouvernement d'Eleazar López Contreras l'année suivante, puis est élu député la même année. Il est désigné en 1941 candidat à l'élection à la Présidence de la République, mais est battu par Isaías Medina Angarita. Le parti Acción Democrática le présente à nouveau en 1948 et, cette fois, il est élu président de la République de février à novembre 1948, il lance des réformes et réduit les privilèges des compagnies pétrolières étrangères.
il est renversé par un coup d'État militaire dirigé par Marcos Pérez Jiménez (24 novembre 1948).
Il vit ensuite exilé à Cuba puis au  Mexique jusqu'en 1958, année de son retour au Venezuela, où il réside jusqu'à sa mort.
Il est enterré au Panthéon national du Venezuela.

## Œuvre
- Los Aventureros (1913)
- El último Solar (1920), édité également sous le titre Reinaldo Solar.
- La trepadora (1925)
- Doña Bárbara (1929)
- Cantaclaro (1934), traduction française  François Delprat, Cantaclaro, cavalier errant : roman, Paris : Indigo & Côté-femmes : Éd. UNESCO, 1996,  (ISBN 2-911571-00-2), FRBNF35850428 .
- Canaima (1935), traduction française de  Paul Verdevoye, avec une introduction de Jean Sarrailh et des illustrations de Tito Livio de Madrazo, Paris : Club bibliophile de France , 1960, FRBNF33019542.
- Pobre negro (1937)
- El forastero (1942)
- Sobre la misma tierra (1943)
- La brizna de paja en el viento (1952)
- Una posición en la vida (1954)
- El último patriota (1957), prix national de littérature du Venezuela en 1958.